# エルキ県
エルキ県（スペイン語：Provincia de Elqui）は、チリのコキンボ州 (IV) の県である。県都はコキンボ市。県の面積は16,895.1k㎡（6,523平方マイル）で、365,371人が住む。

## 地理と人口動態
以下は、国立統計研究所（INE）の2002年国勢調査による。
- 面積：16,894.8k㎡（6,523平方マイル）
- 人口：365,371人（国内9位）
  - 男性：178,492人
  - 女性：186,879人
- 人口密度：21.6人/k㎡（56人/平方マイル）
- 人口増加率：28.3%（80,613人） - 1992年〜2002年

## エルキ県の自治体
- アンダコージョ
- コキンボ
- ラ・イゲラ
- ラ・セレナ
- パイグアノ
- ビクーニャ